# Józef Piłsudski na Kasztance
Józef Piłsudski na Kasztance – powstały w 1928 obraz olejny autorstwa polskiego malarza batalisty Wojciecha Kossaka, portret konny marszałka Józefa Piłsudskiego.
Obraz przedstawia Piłsudskiego na jego własnej klaczy Kasztance. Naczelnik ubrany jest w popielaty mundur i czapkę wojskową. Koń stoi na wrzosowisku. W tle widać las sosnowy i legionistów na koniach. Barwy nieba wskazują na zbliżającą się burzę. Dzieło powstało w 1928, za życia Piłsudskiego. Konny portret Marszałka został skradziony w 1997 w Krakowie. Odnaleziono go w jednej z warszawskich galerii sztuki. Józef Piłsudski na Kasztance jest jednym z najbardziej rozpoznawalnych obrazów Wojciecha Kossaka.